# 隐晶岩
隐晶岩（英語：Aphanite）是指顆粒非常細的火成岩，肉眼看不到它們的組成礦物晶體。 這種岩石結構是由於岩漿在淺層環境中的快速冷卻造成的。它與火山玻璃（例如黑曜石）的質地不同，火山玻璃為非結晶質，具有玻璃狀外觀。 隐晶岩通常是斑狀的，在細小的基質中嵌入了大晶體（斑晶）。它們基質是由非常小的礦物晶體組成，例如斜長石，角閃石，輝石，黑雲母、石英和正長石等。 